# Käräjäluoto
Käräjäluoto är en ö i Finland. Den ligger i Bottenviken och i kommunen Karleby i landskapet Mellersta Österbotten, i den nordvästra delen av landet. Ön ligger omkring 33 kilometer nordöst om Karleby och omkring 440 kilometer norr om Helsingfors.
Öns area är 75,6 hektar och dess största längd är 1,6 kilometer i sydöst-nordvästlig riktning.